# Patrick Coveney
Patrick Coveney (29 juillet 1934 – 22 octobre 2022) est un prélat irlandais de l'Église catholique qui a travaillé dans le service diplomatique du Saint-Siège de 1966 à 2009. Il devient archevêque en 1985 et remplit plusieurs missions en tant que nonce apostolique, notamment au Zimbabwe (en), en Éthiopie (en), en Nouvelle-Zélande (en) et en Grèce (en).

## Premières années
Coveney est né à Tracton (en), comté de Cork, Irlande, étudia au collège de Maynooth (obtenant le diplôme académique de Bachelor of Arts en langues et littératures classiques), et au collège pontifical irlandais (en), Rome, Italie (obtenant le licence canonique en théologie), et est ordonné, à l'âge de vingt-quatre ans, prêtre le 21 février 1959 par l'archevêque vice-gérant (en) (vicaire général adjoint de Rome) Luigi Traglia dans la basilique Saint-Jean-de-Latran.
Après avoir travaillé dans une paroisse à Kidlington, en Angleterre, il enseigne au collège Saint-Finbarr (en), le séminaire mineur (en) du diocèse de Cork et Ross à Cork de 1960 à 1966. Lorsque l'utilisation de la langue vernaculaire est introduite dans la célébration de la messe romaine, il édite un lectionnaire en anglais
En septembre 1966, il commence à travailler dans la section anglophone du Secrétairerie d'État au Vatican. Cela implique parfois d'agir en tant qu'interprète lors des audiences du pape Paul VI, comme lorsque ce pape reçoit les trois astronautes de la mission Apollo 11 qui a posé en premier des êtres humains sur la Lune

## Service diplomatique
Pour se préparer à une carrière diplomatique, il est entré à l'Académie ecclésiastique pontificale en 1969 et entre dans le service diplomatique (en) du Saint-Siège en 1971
Coveney sert avec le rang de secrétaire à la nonciature apostolique à Buenos Aires (en) de 1972 à 1976, retournant ensuite au Secrétariat d'État au Vatican. Il est conseiller (en) des nonciatures à New Delhi (en) (1982–1984) et Khartoum (1984–1985),
Le 27 juillet 1985, il est nommé archevêque titulaire de Satrianum (de) et pro-nonce apostolique au Zimbabwe (en) et délégué apostolique au Mozambique (en). Il est ordonné évêque le 15 septembre 1985 dans la cathédrale Sainte-Marie-et-Sainte-Anne de Cork. Le consécrateur principal (en) est le cardinal secrétaire d'État Agostino Casaroli; les co-consécrateurs principaux sont l'archevêque Gaetano Alibrandi, nonce apostolique en Irlande (en), et l'évêque Michael Murphy (en), évêque de Cork et Ross.
Le 25 janvier 1990, il ste nommé nonce apostolique en Éthiopie (en) et devient également délégué apostolique en Djibouti le 26 mars 1992, puis nonce apostolique en Érythrée (en) le 30 septembre 1995
Coveney devient nonce apostolique en Nouvelle-Zélande (en), Tonga (en), aux Îles Marshall (en), et Samoa (en), et délégué apostolique pour l'Océanie le 27 avril 1996 . Son mandat est élargi pour inclure le nonce apostolique aux Fidji (en), Kiribati (en), en Micronésie (en), et au Vanuatu (en) le 15 octobre 1996 et nonce apostolique à Nauru (en) le 7 décembre 1996. Il est également nommé nonce apostolique aux Îles Cook (en) et Palaos (en) le 14 juillet 2001. En tant que représentant diplomatique résident le plus ancien en Nouvelle-Zélande, l'archevêque Coveney est pendant un certain temps doyen du corps diplomatique. Tout en étant basé à Wellington, il représente également le Saint-Siège lors de l'investiture de Chen Shui-bian en tant que président de la République de Chine (Taïwan) le 18 mai 2004.
La dernière nomination diplomatique de Coveney est celle de nonce apostolique en Grèce (en) le 25 janvier 2005,. Le 5 novembre 2008, il officie lors de la présentation au musée de l'Acropole d'Athènes d'un fragment de la frise du Parthénon en prêt des Musées du Vatican,
Coveney prend sa retraite en 2009 et décède le 22 octobre 2022, à l'âge de 88 ans

## Succession apostolique
Patrick Coveney a ordonné les évêques suivants :
- Archevêque Alapati Lui Mataeliga (de) (2003)